# Сервера-де-ла-Каньяда
Сервера-де-ла-Каньяда (ісп. Cervera de la Cañada) — муніципалітет в Іспанії, у складі автономної спільноти Арагон, у провінції Сарагоса. Населення — 311 осіб (2010).
Муніципалітет розташований на відстані близько 200 км на північний схід від Мадрида, 75 км на захід від Сарагоси.

## Демографія
Динаміка населення (INE ):